# Woolworths Group
Die Woolworths Group PLC war ein unabhängiger, börsennotierter Handelskonzern und beschäftigte rund 27.000 Mitarbeiter in Großbritannien. Sie war ursprünglich eine Gründung der amerikanischen Woolworth-Gruppe.

## Geschichte
Das erste britische Geschäft wurde 1909 in Liverpool eröffnet.
Zu Beginn des Ersten Weltkriegs gab es in Großbritannien und Irland 40 Filialen, und zwar in den meisten großen Städten. Die Zahl der Mitarbeiter – einschließlich Manager – belief sich auf 57. Nach dem Krieg kehrten die meisten Führungskräfte nicht zurück. Der amerikanische Mutterkonzern bot seine Hilfe an, aber das britische Unternehmen wollte seine Leistungsfähigkeit beweisen, und so wurden eine Reihe von Frauen in Management-Positionen befördert, wenn auch nur für einen befristeten Zeitraum. 1923 gab es bereits 130 Ladengeschäfte. Viele der Läden hatten unverwechselbare Art-déco-Fassaden aus Fliesen. Am 12. Juli 1930 eröffnete die 400. Filiale, und beim Börsengang im Jahre 1931 waren es 444.
Die höchste Zahl an Geschäften wurde in den 1960er Jahren mit 1141 erreicht. Bereits damals wurden SB-Warenhäuser unter dem Namen Woolco eröffnet. Die meisten dieser Warenhäuser wurden später verkauft, etwa an die Dee Corporation, und werden teilweise heute noch betrieben, zum Beispiel von Asda, Carrefour und Tesco.
Bis sich das britische Unternehmen 1982 von der amerikanischen F. W. Woolworth Company trennte, sank die Zahl der Filialen auf etwa 1000. Das britische Unternehmen folgte vorübergehend nicht mehr dem allgemeinen Trend, Filialen am Stadtrand zu eröffnen, sondern blieb in den Zentren. Zu Beginn des 21. Jahrhunderts war Woolworths immer stärkerer Konkurrenz ausgesetzt. Das Geschäft mit Tonträgern (Schallplatten, Musikkassetten und CDs), eine der Haupteinnahmequellen, brach zusammen, insbesondere nach dem Niedergang der Firma Our Price.

### Insolvenz
Kurz vor dem 100-jährigen Firmenjubiläum fiel Woolworths schließlich der Finanzkrise zum Opfer. Am 26. November 2008 berichteten britische Medien unter Berufung auf Unternehmenskreise über die angemeldete Insolvenz des Unternehmens, nachdem ein letzter Rettungsversuch gescheitert war. Im ersten Halbjahr des Geschäftsjahres 2008/2009, das bis Ende August dauert, gab die Woolworths Group PLC einen Verlust von 99,7 Millionen Pfund (vor Steuern) bekannt. Die Schulden beliefen sich auf 385 Millionen Pfund (etwa 410 Millionen Euro, Wechselkurs Dezember 2008). Nachdem die Suche nach einem Investor gescheitert war, wurde am 10. Dezember 2008 die Schließung der Warenhauskette mit über 800 Filialen angekündigt und der Räumungsverkauf in die Wege geleitet. Dieser Vorgang wurde Anfang Januar 2009 mit Entlassung der letzten Mitarbeiter abgeschlossen.
Die ehemalige Filialleiterin einer Woolworths-Filiale in Dorchester, Claire Robertson, führte ihren Laden mit dem neuen Namen Wellworth nach einigen Umbauten in Eigenregie weiter. Die Wiedereröffnung fand am 11. März 2009 statt. Dies wurde mit breitem Medieninteresse in Großbritannien verfolgt.
Die deutsche Woolworth GmbH & Co. KG ist von der britischen Woolworths-Gruppe unabhängig und war deshalb von deren Insolvenz nicht betroffen.
Die ebenfalls noch existierende australische Woolworths Group steht in keinem historischen Zusammenhang mit den britischen oder amerikanischen Firmen dieses Namens.